# August F. Globensky
August France (Franz) Globensky, Globenski, Glanbenkind, Glaubenskindt, właśc. August Franciszek Głąbiński (ur. 1 stycznia 1754 pod Berlinem w Królestwie Prus, zm. 19 kwietnia 1830 w Saint-Eustache k. Montrealu) – lekarz i aptekarz, pionier polskiego osadnictwa w Kanadzie.

## Pochodzenie
Syn pochodzącego z Polski notariusza królewskiego Józefa Glaubenskindta oraz Niemki Marie Richter. Ojcem chrzestnym Augusta był książę Ferdinand Filip Lobkowicz.

## W najemnej armii
Służył jako felczer wojskowy w regimencie armii najemnej niemieckiego langrafstwa Hesji-Hanau, którą Brytyjczycy wynajęli do walki przeciwko kolonistom amerykańskim z Armii Kontynentalnej. Żołnierzami pochodzącymi głównie z Brunszwiku dowodził major Friedrich Adolf Riedesel.
Do pierwszych działań należało oczyszczenie Kanady z niedobitków armii amerykańskiej po inwazji z 1775 r. Dlatego też po późniejszej klęsce heskich najemników w bitwie pod Saratogą (do czego walnie przyczynił się po drugiej stronie Tadeusz Kościuszko), Globensky zdecydował się osiąść w przyjaznej mu brytyjskiej kolonii Quebec (późniejsza Dolna Kanada) wraz z lojalistami, którzy w wyniku klęski w wojnie o niepodległość Stanów Zjednoczonych poczęli tworzyć tu podstawy anglosaskiej ludności.

## Życie w Kanadzie
W 1777 roku Globensky (w Kanadzie używa odtąd wyłącznie tego nazwiska) staje się jednym z pierwszych udokumentowanych emigrantów polskich na ziemi kanadyjskiej (za pierwszego wielu uważa marynarza Andrzeja Wilka.
Osiedlił się w małej osadzie Verchères (dziś przedmieście Montrealu). Ze związku z Françoise Brousseau miał szesnaścioro dzieci. Utrzymywał się z praktyki lekarskiej oraz apteki (1791–1830), uznanej za pierwsze polskie przedsiębiorstwo w Kanadzie.

## Potomkowie
August F. Globensky jest dziś uważany za przodka wszystkich mieszkańców Ameryki Północnej noszących to nazwisko.
Siódme dziecko Augusta, podpułkownik Maximilien Globensky, walczył po stronie lojalistów w kanadyjskich rebeliach roku 1837.
Wnuk, Charles-Auguste-Maximilien Globensky był ekspertem agrarnym, pisarzem i posłem wybranym w 1875 do Izby Gmin, gdzie jednak wytrzymał tylko rok, rozczarowany polityką.
Znaną współcześnie potomkinią Augusta F. Globensky'ego jest Anne-Marie Globenski, pianistka i pedagożka muzyczna, pierwsza Kanadyjka biorąca udział w Konkursie Chopinowskim w Warszawie (1955).